# Sebastián Ribas
Sebastián César Helios Ribas Barbato (* 11. März 1988 in Montevideo) ist ein uruguayischer Fußballspieler.

## Karriere

### Verein
Ribas debütierte im Jahr 2005 bei Juventud, aus dessen Jugendmannschaften er hervorging. Mit der U-20 des Vereins wurde er Meister der Serie B. In der Spielzeit 2005/06 kam er 17-mal zum Einsatz, erzielte sechs Treffer und wurde Vizemeister der Segunda División. Im Sommer 2006 wurde er zum damaligen italienischen Meister Inter Mailand geholt, bei dem er auch nach einem Leihgeschäft innerhalb Italiens zu Spezia Calcio wenig zum Zug kam. Dies änderte sich, nachdem Ribas 2008 für die Ablösesumme von einer Million Euro zum französischen Zweitligisten FCO Dijon transferiert wurde. Dort avancierte er zum Torjäger, wurde in der Saison 2010/11 Torschützenkönig und schaffte gleichzeitig mit seinem Verein den Aufstieg.
Angesichts seiner gestiegenen Attraktivität für Vereine mit höheren Ambitionen wechselte er im Sommer 2011 jedoch erneut den Verein und ging nach drei Jahren zurück nach Italien. Beim CFC Genua konnte er aber nicht an seine alten Erfolge anknüpfen und wurde zunächst nach Portugal und dann erneut nach Frankreich zum AS Monaco in die Ligue 2 verliehen. Der Klub sicherte sich eine Kaufoption, mit der Ribas im Sommer 2013 aus seinem noch bis 2015 geltenden Vertrag in Genua hätte herausgekauft werden können. Stattdessen wurde er nach einem glücklosen Jahr in Monaco, bei dem er zu keinem einzigen Einsatz in der Profimannschaft kam und lediglich fünf Spiele in der zweiten Mannschaft bestritt, für eine Spielzeit nach Ecuador zu Barcelona SC Guayaquil verliehen. Auch die Ecuadorianer sicherten sich eine Kaufoption. Bei den Ecuadorianern bestritt er fünf Spiele in der Liga (kein Tor) und zwei Partien der Copa Sudamericana (kein Tor). Ende Januar 2014 wechselte er leihweise nach Frankreich zu Racing Straßburg. Dort unterschrieb er einen Vertrag bis Saisonende und absolvierte 13 Ligaspiele und schoss vier Tore. Anschließend kehrte er zur Saison 2014/15 nach Genua zurück. Bereits nach zwei Monaten zog er jedoch Anfang September 2014 ohne Pflichtspieleinsatz für Genua weiter nach Spanien. Dort war er seither im Rahmen eines Leihgeschäfts beim FC Cartagena tätig. In der Spielzeit 2014/15 wurde er 24-mal in der Liga eingesetzt und erzielte sechs Treffer. Mitte Juli 2015 wechselte er zum uruguayischen Erstligisten Centro Atlético Fénix. Dort absolvierte er in der Apertura 2015 fünf Erstligaspiele (kein Tor). Anfang Februar 2016 schloss er sich dessen Ligakonkurrenten River Plate Montevideo an und bestritt bis Saisonende zehn Ligapartien, bei denen ihm ein persönlicher Torerfolg gelang. Zudem lief er sechsmal (kein Tor) in der Copa Libertadores 2016 auf. Seit Juli 2016 ist der mexikanische Klub Venados FC sein Arbeitgeber. Bislang (Stand: 4. März 2017) kam er dort 16-mal (sieben Tore) in der Liga und sechsmal (zwei Tore) in der Copa México zum Einsatz.

### Nationalmannschaft
Mindestens 2005 war Ribas auch Mitglied der uruguayischen U-17-Nationalmannschaft. Im Spiel der U-17 gegen den argentinischen Verein All Boys erzielte er am 10. Juni 2005 beim 2:0-Sieg einen Treffer. Auch bei der 2:6-Niederlage gegen die brasilianische Auswahl am 18. Juli 2005 kam er zum Zuge.

### Erfolge
- Torschützenkönig der Ligue 2 2010/11
- Aufstieg in die Ligue 1 2010/11

## Privates
Ribas ist der Sohn des Trainers Julio César Ribas und der Silvana Barbato. Er hat eine Schwester namens Tatiana.